# Al-Fayyūm
Al-Fayyūm, auch als Faijum, Fajum oder Fajjum transkribiert (altägyptisch Schedet, griechisch Krokodilopolis oder Arsinoe; arabisch الفيوم al-Faiyūm, DMG al-Fayyūm), ist eine Großstadt mit 475.139 Einwohnern (Stand Volkszählung 2017) im nördlichen Ägypten, etwa 90 Kilometer südwestlich von Kairo. Sie liegt in der gleichnamigen, großen Senke (Fayyum-Becken) auf 24 m über dem Meeresspiegel, 250 km von der Mittelmeerküste entfernt.
Die seit mindestens 6000 Jahren besiedelte Oasenstadt am fruchtbaren Rand der Libyschen Wüste ist heute die Hauptstadt des Gouvernements al-Fayyum. Seit den 1950er-Jahren ist ihre Bevölkerung auf das Vierfache angewachsen. Archäologisch ist das Gebiet u. a. durch die zahlreich aufgefundenen Mumienbildnisse bekannt. Zudem gehört die Fossillagerstätte Fayyum zu den weltweit bedeutendsten Fundstätten von Fossilien.

## Fayyum-Becken
Die Stadt und ihr Umland bilden das Zentrum des oasenartigen Fayyum-Beckens, das über den Bahr Yusuf (Josefs-Kanal) mit dem Nil in Verbindung steht. Im Norden befindet sich in einer Depression der abflusslose Qarunsee (Karunsee, Birkat al-Qarun), der im 19. Jahrhundert v. Chr. künstlich als zusätzliches Überschwemmungsgebiet für den Nil angelegt wurde.
Das Fayyum-Becken (koptisch: pa iom „der See“) gilt als „Gemüsegarten Kairos“ und war in prädynastischer Zeit ein ausgedehntes Sumpfland. Im Mittleren Reich wurden diese Sümpfe unter den Königen Amenemhet II. und Sesostris II. durch Kanalanlagen und Deiche trockengelegt, um das Gebiet für die Landwirtschaft nutzbar zu machen.

## Geschichte und Archäologie

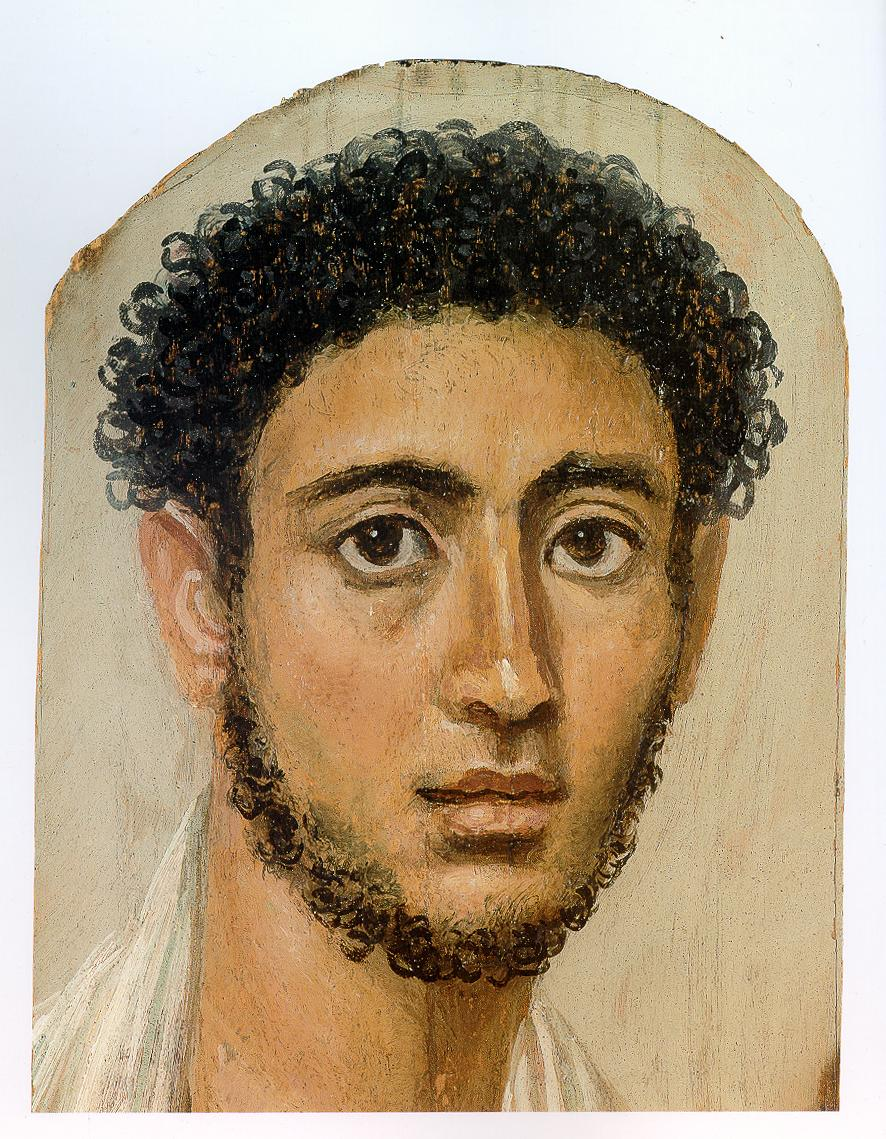
Mumienporträt

Pharao Sesostris III. und sein Sohn Amenemhet III. (Regierungszeit 1878 v. Chr. bis 1814 v. Chr.) legten den riesigen Josefs-Kanal an, der den Nil mit den Sümpfen des Fayyum-Beckens verband. Ein ausgeklügeltes System von Dämmen, Stauseen und Seitenkanälen lenkte Wasser aus dem Nil in das Sumpfgebiet des Fayyum und schuf dort den riesigen künstlichen Moeris-See, der 50 Milliarden Kubikmeter Wasser enthielt. Das Bauprojekt im Fayyum verschaffte dem Pharao die Möglichkeit, den Nil zu regulieren, zerstörerische Überschwemmungen zu verhindern und in Zeiten der Dürre das Land mit wertvollem Wasser zu versorgen. Außerdem machte es aus dem Sumpfgebiet des Fayyum-Beckens, das von unfruchtbarer Wüste umgeben war und in dem es vor Krokodilen nur so wimmelte, die Kornkammer Ägyptens. An den Ufern des künstlichen Sees entstand die neue Stadt Schedet (al-Fayyūm), welche die Griechen «Krokodilopolis» nannten, Stadt der Krokodile. Sie wurde beherrscht vom Tempel des Krokodilgottes Sobek, der mit dem Pharao gleichgesetzt wurde. In römischer Zeit wurden noch bis in das 2. Jahrhundert nach Christus Münzen im Namen von Arsinoites geprägt (zuletzt unter Kaiser Hadrian), die teilweise auf der Rückseite das (fiktive) Porträt des Pharao Amenemhet III. zeigen.

### Innerhalb des Beckens
Im Fayyum-Becken soll sich das von Herodot und Strabon beschriebene Labyrinth befunden haben, das mit dem Totentempel von Pharao Amenemhet III. aus der 12. Dynastie in Verbindung gebracht wird. Er baute in Hawara seine zweite Pyramide, der das Labyrinth angeblich vorgelagert war. Den Berichten zufolge soll es mehr als 3.000 (Herodot) bzw. mehr als 1500 (Strabon) Räume gehabt haben, und laut Herodot haben „die oberen Räume das Maß von Menschenwerk überstiegen“.
Im Nordosten des Beckens liegt die antike Siedlung Bakchias (heute Kom Umm el-Atl), deren Blütezeit in der griechisch-römischen Epoche war.

### Östlicher Talausgang
Am östlichen Taleingang des Fayyum-Beckens liegt das heutige El-Lahun, in dessen Nähe eine antike Nekropole des Mittleren Reiches und die antike Stadt Hetep-Sesostris mit zahlreichen bedeutenden Funden entdeckt wurde.

### Beckenumgebung
Ausgrabungen in den Friedhöfen um das Fayyum-Becken haben farbige Holztafeln (Mumienporträts) aus den ersten nachchristlichen Jahrhunderten zu Tage befördert, die heute in verschiedenen Museen, unter anderem im Louvre in Paris, im Ägyptischen Museum Berlin und im Ägyptischen Museum in Kairo, zu sehen sind. Es sind in großen, einfachen Formen gemalte porträtähnliche Bildnisse, die in einem schmalen Format dargestellt sind. Zu den Künstlern, die sich in ihren Selbstporträts davon inspirieren ließen, zählt unter anderem Paula Modersohn-Becker.

## Persönlichkeiten
- Abdelrahman Oraby (* 1987), Boxer